# TRIM
TRIM (англ. to trim — обрізати) — команда інтерфейсу ATA, яка дозволяє операційній системі повідомити твердотілий накопичувач або жорсткий диск з черепичним записом (SMR) про те, які блоки даних вже не містяться в файловій системі і можуть бути використані контролером накопичувача для фізичного видалення.
TRIM входить в специфікацію інтерфейсу ATA, стандартуванням якої займається спільнота Т13 в складі INCITS.

## Причина запровадження
Команда TRIM була введена після появи на ринок SSD, щоб зробити їх конкуретноспроможними для альтернативної технології HDD в персональних комп'ютерах. Через те, що на внутрішньому рівні реалізація операцій в SSD дуже відрізняється від реалізації тих операцій в традиційних механічних жорстких дисках, звичайні методи ОС таких операцій, як видалення файлів і форматування диска (не звертаючись безпосередньо до зачіпаємих секторів/сторінок на накопичувачі), приводить до прогресуючого погіршення продуктивності операцій запису даних на SSD. Використання TRIM дозволяє приладу зменшити вплив «збору сміття», яка в противному випадку, виразить себе, падінням продуктивності операцій запису на SSD, в зачіпаємих секторах.